# Susan Hogan
Susan Hogan (geborene King; * 1948 in Scarborough) ist eine kanadische Filmschauspielerin.

## Leben
Geboren und aufgewachsen in Scarborough, entschied sie sich für eine Karriere als Schauspielerin, nachdem sie in ihrer High-School-Produktion von The Crucible als Abigail mitwirkte. Sie besuchte die National Theatre School of Canada ab 1966.
Nach ihrem Abschluss trat sie in Theaterproduktionen in Toronto und beim Stratford Festival auf. 1979 ernannte der Theaterkritiker Bryan Johnson zu einer der besten Schauspielerinnen des Jahres. Im Jahr 1981 verletzte sie sich am Knie. 1983 spielten Hogan und ihr Ehemann Michael Hogan zusammen in der CBC-Fernsehserie Vanderberg, 1986 in der kleine Vampir. Susan Hogan hat zusammen mit ihrem Ehemann drei Kinder und lebt in Kanada.

## Filmografie (Auswahl)
- 1971: The Manipulators (Fernsehserie, 1 Folge)
- 1976: Peep Show (Fernsehserie, 1 Folge)
- 1978: Im Bannkreis des Todes (I miss you, hugs and kisses)
- 1979: Die Brut (The Brood)
- 1985: Comedy Factory (Fernsehserie, 1 Folge)
- 1985: Nachtstreife (Night Heat, Fernsehserie, 95 Folgen)
- 1986–1987: Der kleine Vampir (The Little Vampire, Fernsehserie, 7 Folgen)
- 1990: Narrow Margin – 12 Stunden Angst (Narrow Margin)
- 1994: Boozecan
- 1998: Dich kriegen wir auch noch! (Disturbing Behavior)
- 2004–2006: The L Word – Wenn Frauen Frauen lieben (The L Word, Fernsehserie, 6 Folgen)
- 2012: It’s Christmas, Carol! (Fernsehfilm)
- 2013: CAT. 8 – Wenn die Erde verglüht… (CAT. 8) (Fernsehfilm)
- 2013: Psych (Fernsehserie, 1 Folge)
- 2014: The Color of Rain
- 2015: Verbrechen sind ihr Hobby – Das Geheimnis der Schokoladenkekse (A Chocolate Chip Cookie Murder Mystery)
- 2016: Motive (Fernsehserie, 1 Folge)
- 2019: Elsewhere